# Lodín
Lodín (německy Lodin) je obec v okrese Hradec Králové v Královéhradeckém kraji. Leží zhruba sedmnáct kilometrů  západoseverozápadně od Hradce Králové a čtyři kilometry severozápadně od Nechanic. Žije zde 427 obyvatel.

## Název
Jméno obce Lodín vzniklo z osobního jména Lóda, které bylo zkratkou někdejšího jména.

## Historie
První písemná zmínka o vsi pochází z roku 1073 v souvislosti se založením opatovického kláštera. Lodín je jednou z nejstarších obcí (v roce 2023 oslavil 950 let trvání).
Obec Lodín (vznik cca 1072) a pozdější osada Janatov patřily nejprve Janu z Valdštějna, ten prodal vesnici Mikuláši Pecingarovi z Bydžína. Posledními majiteli byli Harrachové.
V Lodíně působí od roku 1905 Sbor dobrovolných hasičů. V roce 1924 byla provedena parcelace harrachovských pozemků, dvůr zbořen a materiálu použito na stavbu silnice Lodín – Nechanice. V obci Janatov byl v roce 1932 založen spolek divadelních ochotníků (SDO) s názvem „OSVĚTA“, fungoval ale jen několik let. Naproti tomu v Lodíně byl již v roce 1918 založen „Hospodářsko-čtenářský spolek“, který ukončil činnost až někdy po roce 1940.

## Obyvatelstvo
| Rok            | 1869 | 1880 | 1890 | 1900 | 1910 | 1921 | 1930 | 1950 | 1961 | 1970 | 1980 | 1991 | 2001 | 2011 | 2021 |
| -------------- | ---- | ---- | ---- | ---- | ---- | ---- | ---- | ---- | ---- | ---- | ---- | ---- | ---- | ---- | ---- |
| Počet obyvatel | 525  | 571  | 606  | 566  | 571  | 532  | 527  | 419  | 374  | 322  | 297  | 291  | 281  | 361  | 430  |
| Počet domů     | 89   | 101  | 102  | 104  | 110  | 108  | 118  | 120  | 108  | 89   | 86   | 103  | 102  | 128  | 155  |

## Obecní správa
Mezi lety 1869–1988 Lodín byl obcí v okrese Hradec Králové (1869–1930), poté v okrese Nový Bydžov (1950) a později znovu v okrese Hradec Králové. Od 1. ledna 1989 do 30. června 1990 patřil jako část města k Nechanicím a od 1. července 1990 je opět samostatnou obcí.

### Části obce
- Lodín
- Janatov

### Obecní symboly
Znak a vlajka byly obci uděleny rozhodnutím předsedy Poslanecké sněmovny Parlamentu České republiky dne 31. května 2005.

## Zajímavosti a vybavenost obce
V katastru obce se nacházejí dva rozlehlé rybníky (Močidlo a Homoláč). V posledních letech přispělo k rozkvětu obce vybudování kanalizace, vodovodu a plynofikace. V roce 1998 bylo nově otevřeno moderní koupaliště o ploše 600 m2, vybavené skluzavkou a tobogánem, na které se sjíždějí návštěvníci ze širokého okolí. Během posledních let se koupaliště rozrostlo také o hřiště s umělým povrchem a kemp s 13 chatkami, přípojkami pro karavany a stany. Kemp pravidelně získává zlaté medaile a ocenění „nejlepší kemp“. Proto ho každoročně navštěvují tisíce turistů z Česka i celé Evropy. Obec podporuje výstavbu RD na připravených stavebních parcelách, čímž do Lodína neustále přibývají noví občané. Také proběhla rekonstrukce střechy a zateplení na budově obecního úřadu, resp. obecní hospody na návsi. Podařilo se také vybudovat dětského hřiště s umělým povrchem a úpravu centra obce.
V okolí Lodína-Janatova se nachází hned několik zámků a to Myštěves (golfové hřiště), Sloupno, Hlušice a nejznámější Hrádek u Nechanic, kde je další atraktivní golfové hřiště. V obci Petrovice (3 km) se nachází barokní kostel Nanebevzetí P. Marie, postavený uprostřed hřbitova v roce 1737. Nad kostelem socha sv. Jana Nepomuckého, na kopci nad vsí socha sv. Václava. V Loučné Hoře je unikátní dřevěný kostel. Ve Skřivanech (5 km) je barokní kostel Rodiny Páně s nedalekou dřevěnou zvonicí. Původně barokní zámek ve Skřivanech byl přestavěn ve slohu anglické novogotiky a je obklopen anglickým parkem. V hájovně za obcí Skřivany je rodiště polárního badatele Dr. V. Vojtěcha. V okolí je naučná stezka s památným stromem dubem letním, starým přes 400 let.
Lesy okolo Janatova jsou převážně dubové a je to genová základna lesních dřevin a současně nadregionální biocentrum systému ekologické stability. Část území lesa spadá také do Natury 2000 evropsky významné lokality Nechanice – Lodín.

## Galerie

Lodín
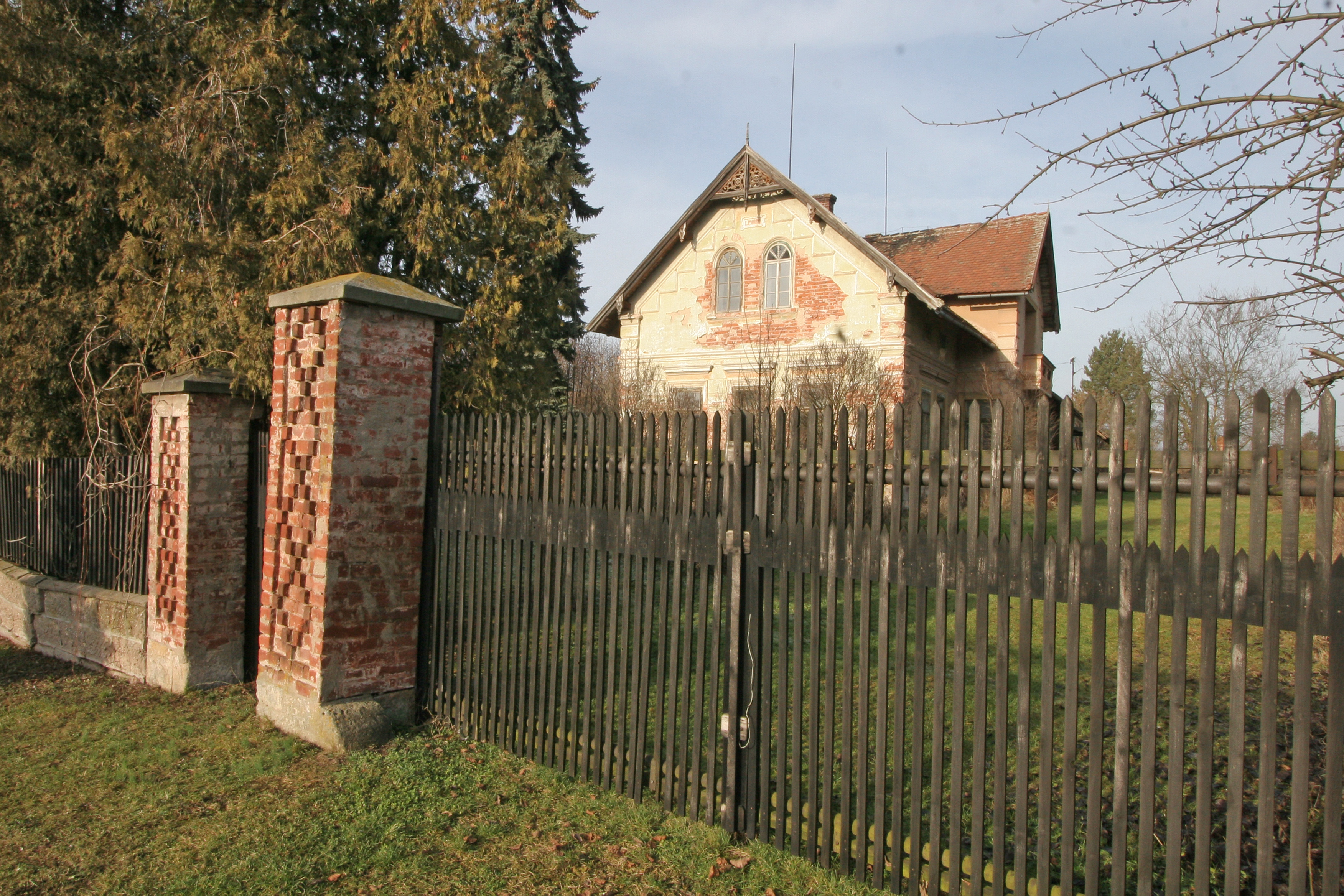
Stavení čp.41
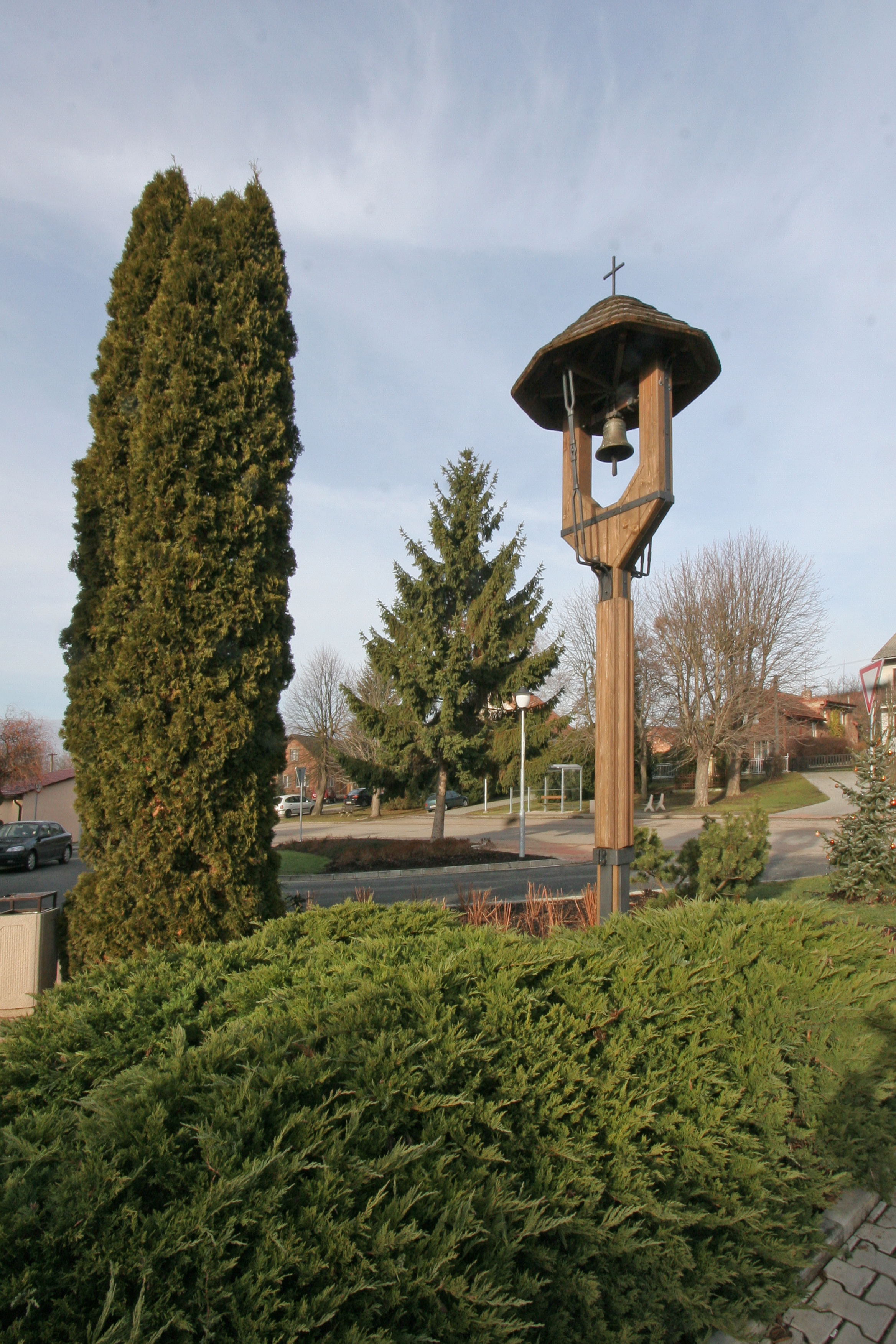
Zvonička
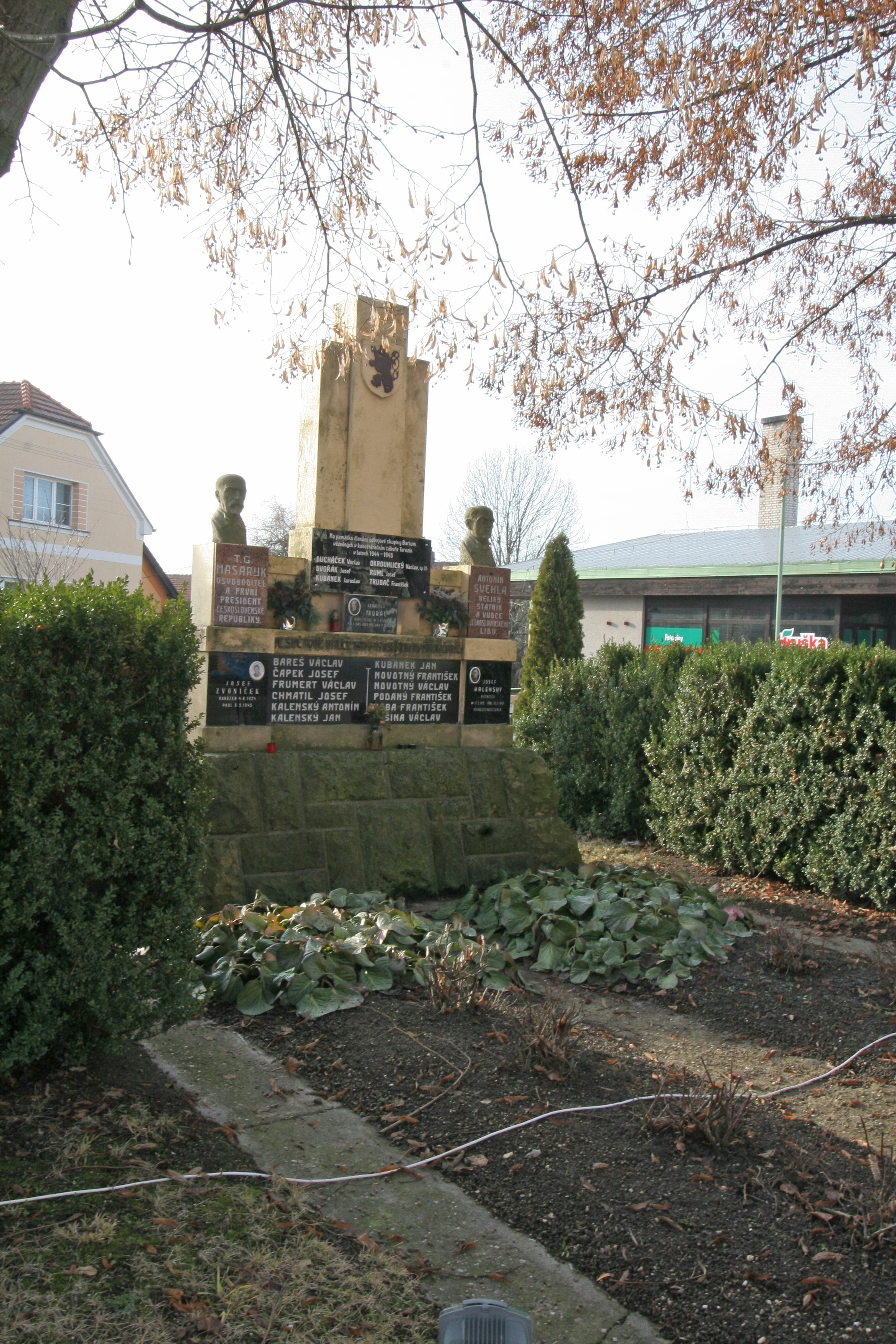
Památník padlých
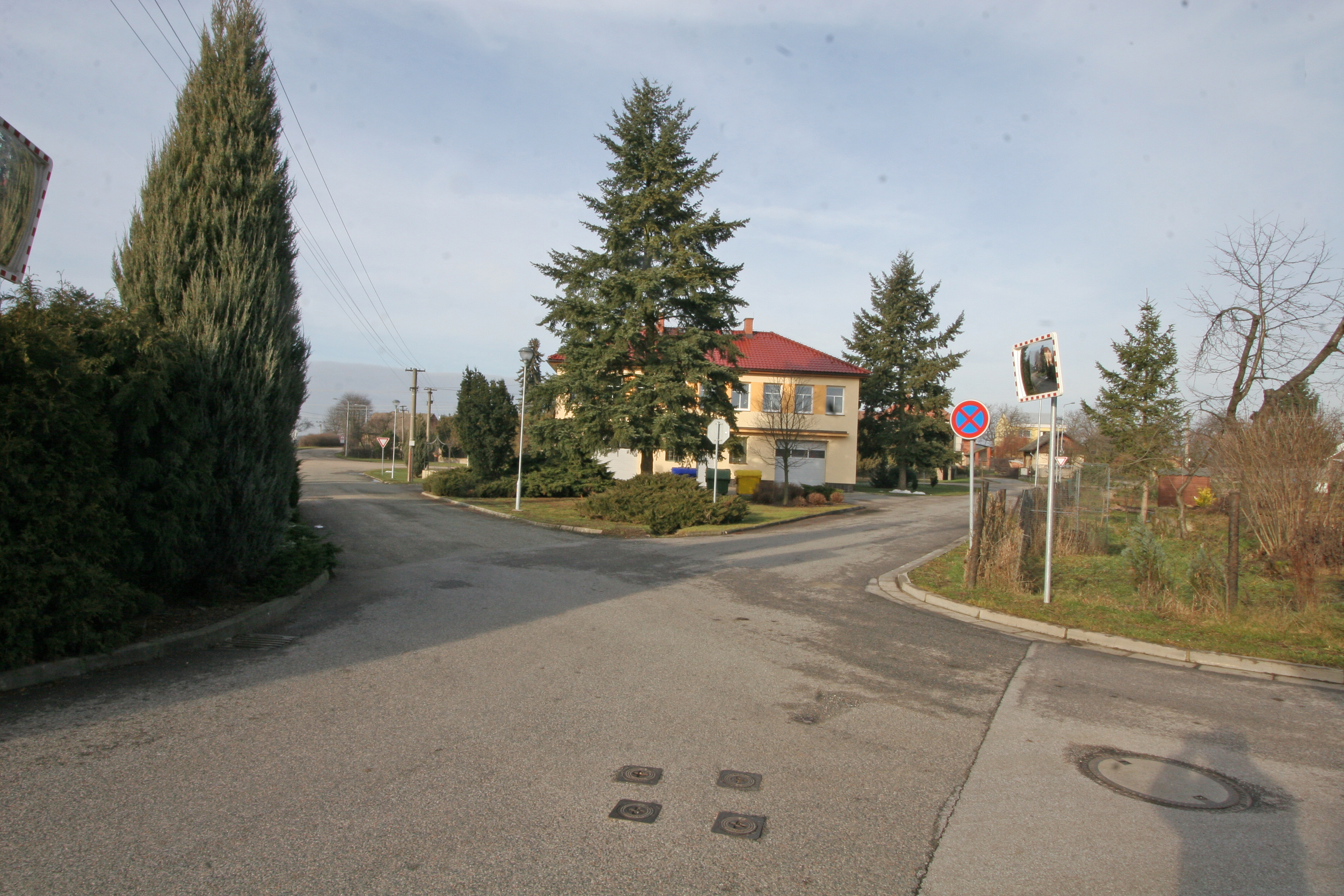
Obecní úřad
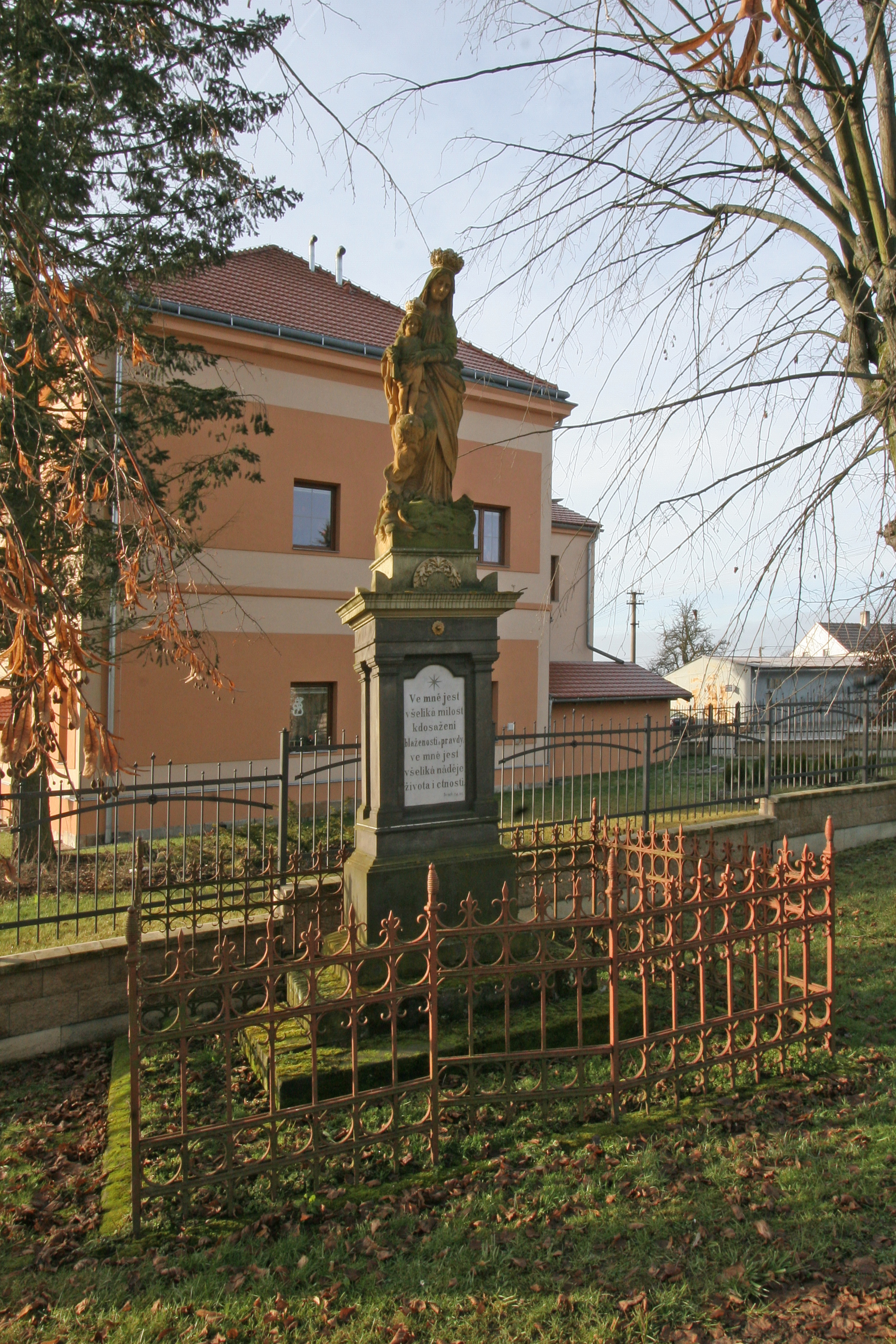
Socha Panny Marie